# Lissonota coracina
Lissonota coracina är en stekelart som först beskrevs av Gmelin 1790.  Lissonota coracina ingår i släktet Lissonota och familjen brokparasitsteklar. Arten är reproducerande i Sverige. Utöver nominatformen finns också underarten L. c. nigrotibiata.